# Jan Gąsienica Daniel
Jan Gąsienica Daniel (ur. 19 grudnia 1856 w Zakopanem, zm. 13 grudnia 1924 w Tatrach) – przewodnik tatrzański.

## Życiorys
O życiu Jana Gąsienicy Daniela wiadomo niewiele. Od 1904 roku był przewodnikiem tatrzańskim drugiej klasy, a od 1905 roku pierwszej klasy. Prawdopodobnie był alkoholikiem. Jak podaje Michał Jagiełło: „Nie wylewał za kołnierz, często popisywał się przed «panami» śpiewem i tańcem, a bywało, że występował też jeno w przytomności swego konia”. Mimo to był uznawany za jednego z wybitniejszych przewodników swoich czasów, choć Ferdynand Goetel podważał jego kwalifikacje.

## Śmierć

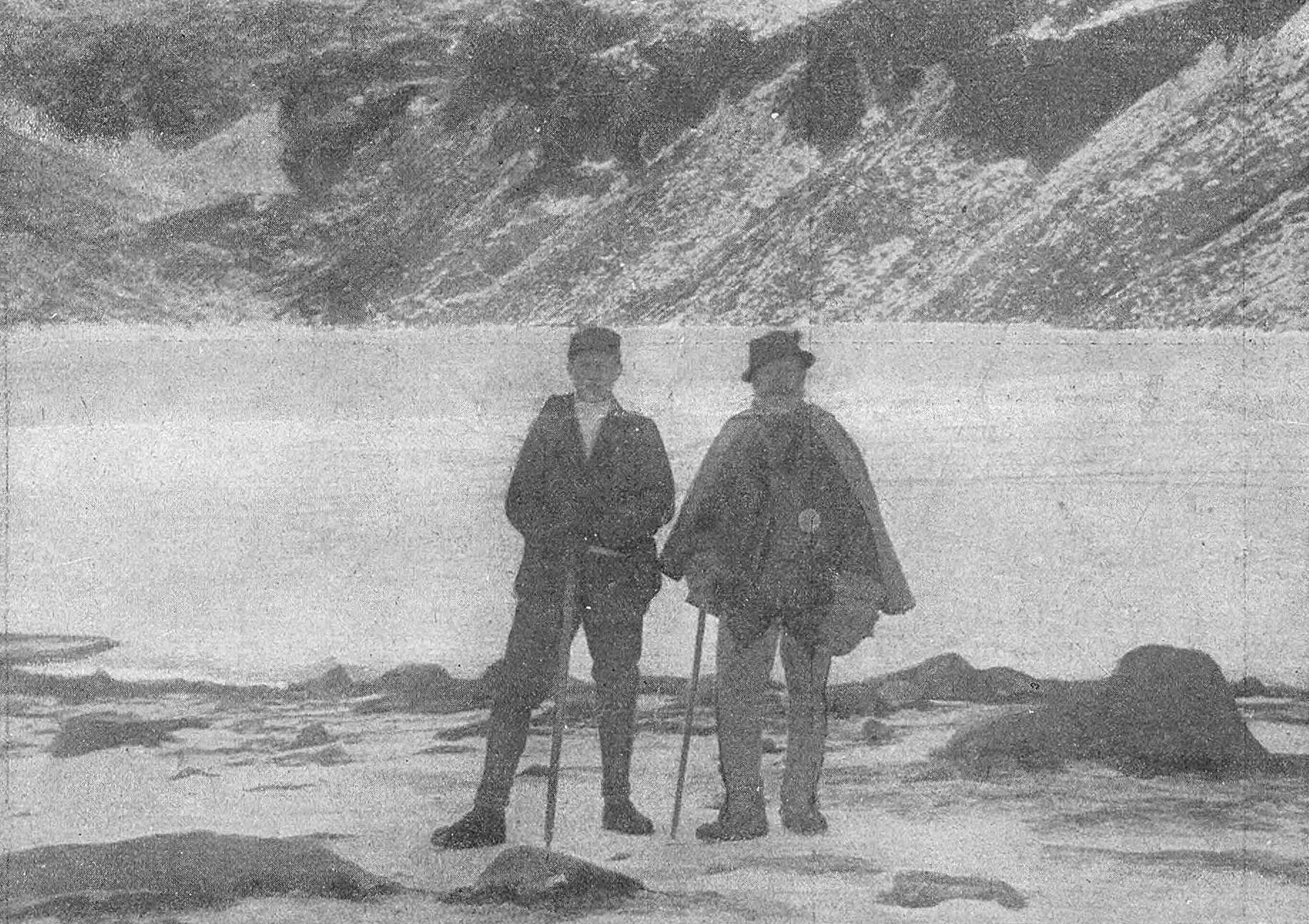
Jan Gąsienica Daniel z Edwardem Gejsztorem w przeddzień swojego śmiertelnego wypadku

W piątek 12 grudnia 1924 wyruszył na Halę Gąsienicową wraz z Edwardem Gejsztorem, który zamówił jego usługi przewodnickie. Po przenocowaniu nazajutrz udali się przez Zawrat w stronę schroniska w Dolinie Pięciu Stawów Polskich. Mimo trudnych warunków (oblodzenie) dotarli tam o godz. 18. Stamtąd, już w mroku, Gąsienica poprowadził swojego klienta przez Dolinę Roztoki. Przy schodzeniu u progu koło Siklawy było ok. 300 metrów śniegu (obecnie zielony szlak). Wtedy przewodnik zaproponował zjazd na tzw. „saneczkach” w celu skrócenia drogi. Gejsztor nie był przekonany do tego pomysłu. Gąsienica podjął zjazd na ciupadze, podczas którego zahaczył o oblodzony kamień, po kontakcie zjeżdżał zmienionym torem, po czym wpadł w łożysko potoku Roztoka przełamując lód. Tonąc wezwał krzykiem Gejsztora, który zaalaramowany zszedł do niego i przy pomocy liny wydobył go z wód wodospadu. Przewodnik zdołał wskazać mu jeszcze drogę zejścia w stronę Miedzianego, po czym zmarł. Przyczyną śmierci były obrażenia, w tym złamanie kręgosłupa. Umierając, do końca wskazywał podopiecznemu drogę i zdołał go wyprowadzić na bezpieczną trasę do schroniska.
Po zdarzeniu Gejsztor zdołał przejść przez Miedziane do Doliny Pięciu Stawów i na następny dzień do schroniska przy Morskim Oku. Tam zawiadomił służby ratownicze, które dotarły do zwłok Gąsienicy i przetransportowały  je do Zakopanego.

## Upamiętnienie
Jan Gąsienica Daniel został pochowany obok Klemensa Bachledy na Nowym Cmentarzu w Zakopanem, ale jego grób nie zachował się. Jego bohaterska śmierć wywołała natomiast duży oddźwięk w społeczeństwie, więc istnieje sporo poświęconych jej tekstów. Nieprzychylny mu Ferdynand Goetel pisał: „Rzucony w burzliwy strumień, przysiadł nieruchomo na jakimś głazie, po pas w wodzie. Od tej chwili zaczyna się wielka karta Daniela. Bo oto odwrócił się i spokojnymi doradami kierował krokami (...) towarzysza”. Jan Kasprowicz uczynił go wkrótce głównym bohaterem wiersza „Przewodnicy”, a Władysław Orkan poświęcił mu wspomnienie „Śmierć Daniela”. Bywa przyrównywany do Klemensa Bachledy. Michał Jagiełło podsumował: „Jego ostatnie chwile opowiedziane przez turystę, którego prowadził, uwzniośliły go i przeniosły do krainy mitu”.